# Ernst Frank
Ernst Frank (ur. 22 sierpnia 1900 w Karlowych Warach, zm. 20 września 1982 w Offenbach am Main) – niemiecki publicysta i pisarz, członek NSDAP. Brat hitlerowskiego zbrodniarza wojennego, Karla Hermanna Franka.

## Życiorys
W młodości związał się z ruchem młodzieżowym Wandervogel i odbywał z jej członkami liczne wędrówki po zachodnich Czechach. Po 1918 służył jako żołnierz na terenie Słowacji. Został aresztowany i przewieziony do Bratysławy za rzekomą współpracę z wrogiem. Udało mu się zbiec i przedostał się przez Austrię oraz Francję do wuja w Anglii. Po powrocie do Karlowych Warów pracował w lokalnym dzienniku. Był także prezesem Zachodnioczeskiego Towarzystwa Gimnastycznego. Po podpisaniu układu monachijskiego został członkiem NSDAP w randze Kreishauptamtsleitera.
W początkach II wojny światowej walczył na froncie zachodnim, a następnie wrócił do Karlowych Warów jako redaktor „Karlsbader Zeitung”. Przed końcem wojny, jako jeniec wojenny, trafił do obozu dla internowanych. W międzyczasie jego żonę Jadwigę oraz dzieci deportowano z Czechosłowacji (stracił tez dwuletnią córkę). Osiedlono go w obozie pracy w pobliżu Zakładów Chemicznych Albert & Co w Amöneburgu (Hesja). Po zwolnieniu podjął pracę w gazecie. Jako dziennikarz krytykował rzekomy brak wolności prasy w Niemczech, ponieważ nie pozwolono mu publikować tekstu o antyczechosłowackich demonstracjach przed II wojną światową organizowanych przez Niemców sudeckich. W tej sytuacji kontynuował pracę jako niezależny pisarz i wydawca. Założył wydawnictwo Heimreiter (po jego śmierci: Orion-Heimreiter-Verlag) publikujące literaturę ziomkowską. Wydrukował prace swojego przyjaciela Erwina Guido Kolbenheyera, a także pisma Witikobundu, stowarzyszenia, które do 1967 było uznawane przez Federalne Ministerstwo Spraw Wewnętrznych za ekstremistycznie prawicowe.
W jednej ze swoich powieści winą za wybuch wojny obarczył Czechów. Po wojnie w czasopiśmie "Sudetendeutscher Turnerbrief" nawoływał młodzież niemiecką do tego, by nie zapomniała o "straconej ojczyźnie". Rewindykacyjny charakter miały m.in. jego opowiadania dla młodzieży: "Cierpiąca ziemia chebska" oraz "Koledzy, maszerujemy". Hitlerowskie hasło "Es kommt der Tag" zastąpił nowym: "Die Zeit reift" (pol. "Czas dojrzewa").